# Kraskowo (gromada)
Kraskowo – dawna gromada, czyli najmniejsza jednostka podziału terytorialnego Polskiej Rzeczypospolitej Ludowej w latach 1954–1972.
Gromady, z gromadzkimi radami narodowymi (GRN) jako organami władzy najniższego stopnia na wsi, funkcjonowały od reformy reorganizującej administrację wiejską przeprowadzonej jesienią 1954 do momentu ich zniesienia z dniem 1 stycznia 1973, tym samym wypierając organizację gminną w latach 1954–1972.
Gromadę Kraskowo z siedzibą GRN w Kraskowie utworzono – jako jedną z 8759 gromad na obszarze Polski – w powiecie kętrzyńskim w woj. olsztyńskim na mocy uchwały nr 15 WRN w Olsztynie z dnia 4 października 1954. W skład jednostki weszły obszary dotychczasowych gromad Kraskowo, Babieniec i Gudniki, ponadto miejscowość Błogoszewo z dotychczasowej gromady Błogoszewo oraz miejscowość Tołkiny z dotychczasowej gromady Tołkiny, ze zniesionej gminy Kraskowo w tymże powiecie. Dla gromady ustalono 9 członków gromadzkiej rady narodowej.
1 stycznia 1958 do gromady Kraskowo włączono wieś Gudziki, osady Czarnocin i Podgórzyn oraz PGR-y Garbno, Dubliny, Łominy, Płutniki, Warnikajmy, Dzikowina, Starynia i Starynka ze zniesionej gromady Garbno w tymże powiecie.
30 czerwca 1968 do gromady Kraskowo włączono wieś Saduny oraz PGR-y Równina, Równina Dolna, Równina Górna i Szaty ze zniesionej gromady Drogosze w tymże powiecie.
Gromada przetrwała do końca 1972 roku, czyli do kolejnej reformy gminnej.